# سيباستين غرينجر
سيباستين غرينجر هو موسيقي ومغني كندي، ولد في 11 أبريل 1979 في ميسيساغا في كندا.

## وصلات خارجية
- سيباستين غرينجر على موقع ميوزك برينز (الإنجليزية)
- سيباستين غرينجر على موقع أول ميوزيك (الإنجليزية)
- سيباستين غرينجر على موقع ديسكوغز (الإنجليزية)